# Little (Schiff, 1918)
USS Little (DD-79/APD-4) entstand als Zerstörer der Wickes-Klasse der United States Navy, der 1918 in Dienst gestellt wurde. Schon 1922 wurde der Zerstörer der Reserve zugeordnet, in der das Schiff bis zum Kriegsbeginn in Europa verblieb. Vor der erneuten Indienststellung wurde das Schiff zu einem schnellen Truppentransporter umgebaut und kam mit der taktischen Kennung APD-4 (seit 2. August 1940) am 4. November 1940 wieder in den Dienst der Flotte. Am 5. September 1942 wurde die Little zusammen mit ihrem Schwesterschiff Gregory von japanischen Zerstörern nahe Guadalcanal versenkt.

## Geschichte des Schiffes

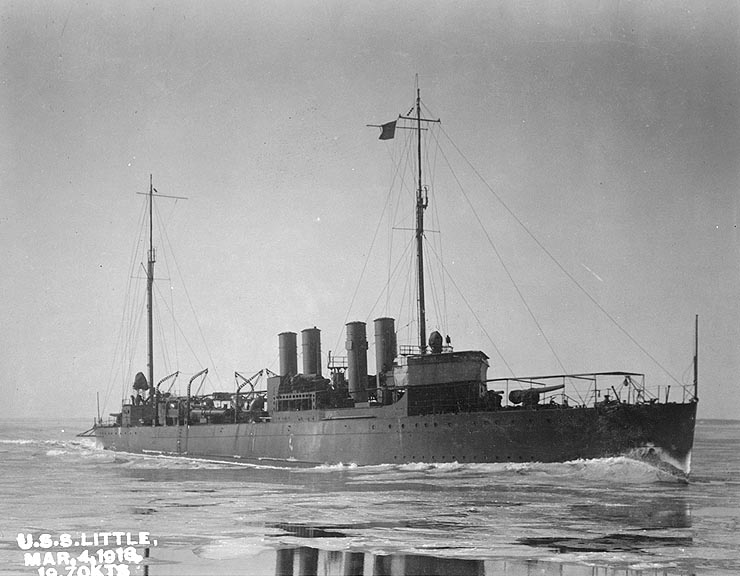
Die Little 1918

Die Kiellegung der Little erfolgte auf dem Fore River Shipyard in Quincy (Massachusetts) mit der Baunummer 274 als „Destroyer No.79“ am 18. Juni 1917. Am 11. November 1917 lief der als erstes Schiff der US Navy nach dem Captain George Little (1754–1809) benannte Zerstörer vom Stapel und kam am 6. April 1918 als eines der ersten Schiffe der neuen Zerstörerklasse in den Dienst der Navy. Der Fore River Shipyard lieferte 25 Schiffe der Wickes-Klasse, die mit anderen von Bethlehem-Steel-Werften gebauten Schiffen auch als Little-(Unter-)Klasse bezeichnet werden.
Am 5. Mai 1918 verließ die Little Norfolk (Virginia), um sich der „Patrol Force“ an der französischen Küste anzuschließen. Ende Juni war die Little einer von sieben Zerstörern verschiedener Klassen (Conner, Cummings, Porter, Jarvis, Smith und Reid), die im Atlantik einen Konvoi von acht großen Transportern aufgenommen hatten, um die mit US-Truppen beladenen Schiffe zur Küste zu geleiten. Am Abend des 1. Juli 1918 torpedierte das deutsche U-Boot U 86 etwa 150 Seemeilen vor dem Ziel den Transporter Covington (ID 1409), die ehemalige Cincinnati der Hamburg-Amerika-Linie. Der Konvoi versuchte, weiteren Angriffen zu entkommen und ließ zum Schutz der Covington die Zerstörer Little und Smith bei dem treibenden Schiff. Die Zerstörer und herbeigerufene Schlepper konnten 770 Mann von dem sinkenden, ehemals deutschen Schiff bergen. Nur sechs Mann der Covington starben bei diesem Angriff.

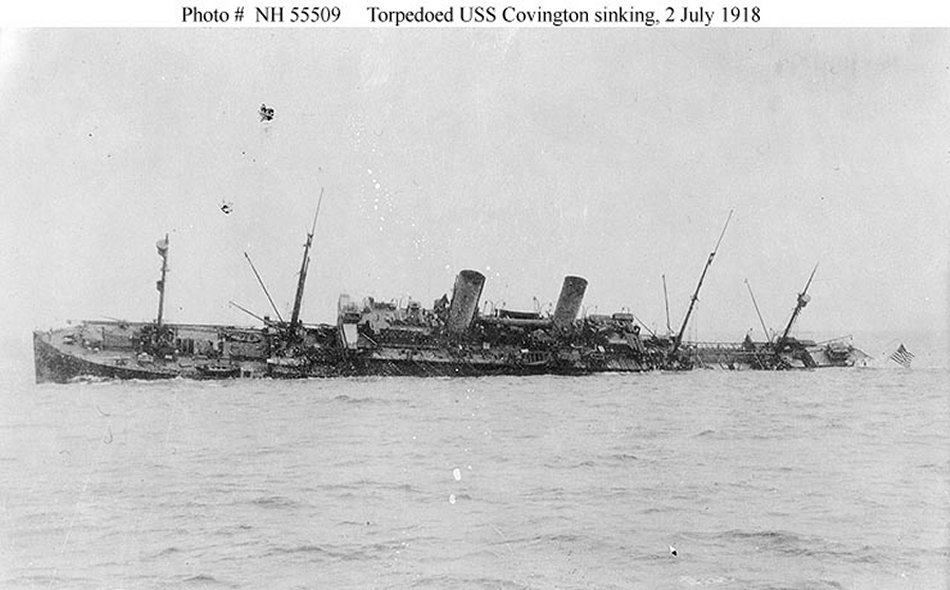
Die sinkende Covington

Nach dem Kriegsende geleitete ein Teil der amerikanischen Flottille mit der Little die George Washington (ehemals NDL) mit dem amerikanischen Präsidenten Woodrow Wilson an Bord nach Brest, der an der Pariser Friedenskonferenz teilnehmen wollte.
Die Little kehrte am 18. Januar 1919 nach Boston zurück und kam zur Destroyer Force, Atlantic. In dieser Funktion begleitete sie am 6. bis 8. Juli erneut den amerikanischen Präsidenten Wilson bei seiner Rückkehr nach New York. Am 17. November kam der Zerstörer zur „ComDesRon 3“ in der Reserve der Navy. Schon am 4. Januar 1921 wurde der Zerstörer wieder aktiviert und an der Atlantikküste eingesetzt, bis er am 5. Juli 1922 der Reserve in Philadelphia zugewiesen wurde. Die erneute Außerdienststellungsphase sollte über 18 Jahre dauern.

### Umbau zum schnellen Transporter
Ohne befriedigende Ergebnisse testete die amerikanische Marine 1936 neue Landungsboote. Danach und in den Jahren 1938 und 1939 bot der Unternehmer Andrew Jackson Higgins dem Marine Corps und der Navy das von ihm entwickelte Eureka-Boot an. Er bot 36-Fuß lange „Landing Craft, Personnel“ (LCP) und „Landing Craft, Personnel (Large)“ (LCPL) an, die den Navy-Entwürfen überlegen waren und bei Landungsübungen überzeugten. Die ersten Boote hatten keine Bugrampe, die Higgins nach Fotos und Beschreibungen japanischer Landungsboote für seinen Entwurf „Landing Craft, Personnel (Ramped)“ (LCPR) entwickelte. Ab 1940 beschaffte die Navy die ersten Boote, von denen schließlich 2193 LCPL und 2631 LCP(R) sowie 23.358 LCVP (Landing Craft, Vehicle, Personnel) geliefert wurden und wesentlich zum alliierten Sieg im Zweiten Weltkrieg beitrugen. Die Boote sollten anfangs von umgebauten Handelsschiffen kurz vor dem Angriffsziel ausgesetzt werden.
Das Marine Corps wünschte für seine Operationen kleine und schnelle Transportschiffe. Ab dem 28. November 1938 stand mit dem umgebauten, ältesten Glattddeck-Zerstörer Manley ein Versuchsschiff zur Verfügung. Beim Umbau wurden die beiden vorderen Dampfkessel und Schornsteine entfernt, die Bewaffnung wurde verändert und schließlich Raum für 120 Marines geschaffen, An Stelle der vier Torpedosätze entstanden Traggestelle für „Higgins-Boote“. Die ersten Versuche mit dem Umbau führten zu weiteren Wünschen nach derartigen Schiffen und Aufträgen zum Umbau alter Zerstörer.
Am 2. August 1940 wurde für diese umzubauenden Transporter/Zerstörer die amtliche Bezeichnung „APD“ (Auxiliary Personnel Destroyer) eingeführt. Der Prototyp Manley erhielt die taktische Nummer APD-1, dazu wurden die Wickes-Zerstörer DD-85 Colhoun, DD-82 Gregory, die Little, DD-90 McKean und DD-83 Stringham umgebaut, die alle seit dem Sommer 1922 in der Reserve lagen. Die Umbauten erfolgten auf dem Norfolk Navy Yard nach den Erfahrungen mit der Manley. Die umgebauten Schiffe behielten nur noch drei 10,2-cm-Geschütze, wobei die beiden seitlichen Geschütze durch eins auf der Mittellinie ersetzt wurden. Neben der einen 10,2-cm-Kanone wurden die alte 7,6-cm-Flak und die vier Torpedorohr-Drillingssätze entfernt. Neu verfügten die Umbauten über sechs schwere 12,7-mm-Maschinengewehre, vier Wasserbombenwerfer und zwei -ablaufbahnen. Dazu waren die fünf Umbauten mit vier Landungsbooten auf großen Gestellen ausgerüstet. In dem durch die Verkleinerung der Maschine gewonnenen Platz entstanden u. a. Räume für bis zu 144 Marines und ihre Waffen. Die Umbauten kamen im November/Dezember 1940 wieder in den Dienst der Flotte und bildeten zuerst die „Transport Division (TransDiv) 12“ unter Commander Hugh W. Hadley mit der Little als Flaggschiff.

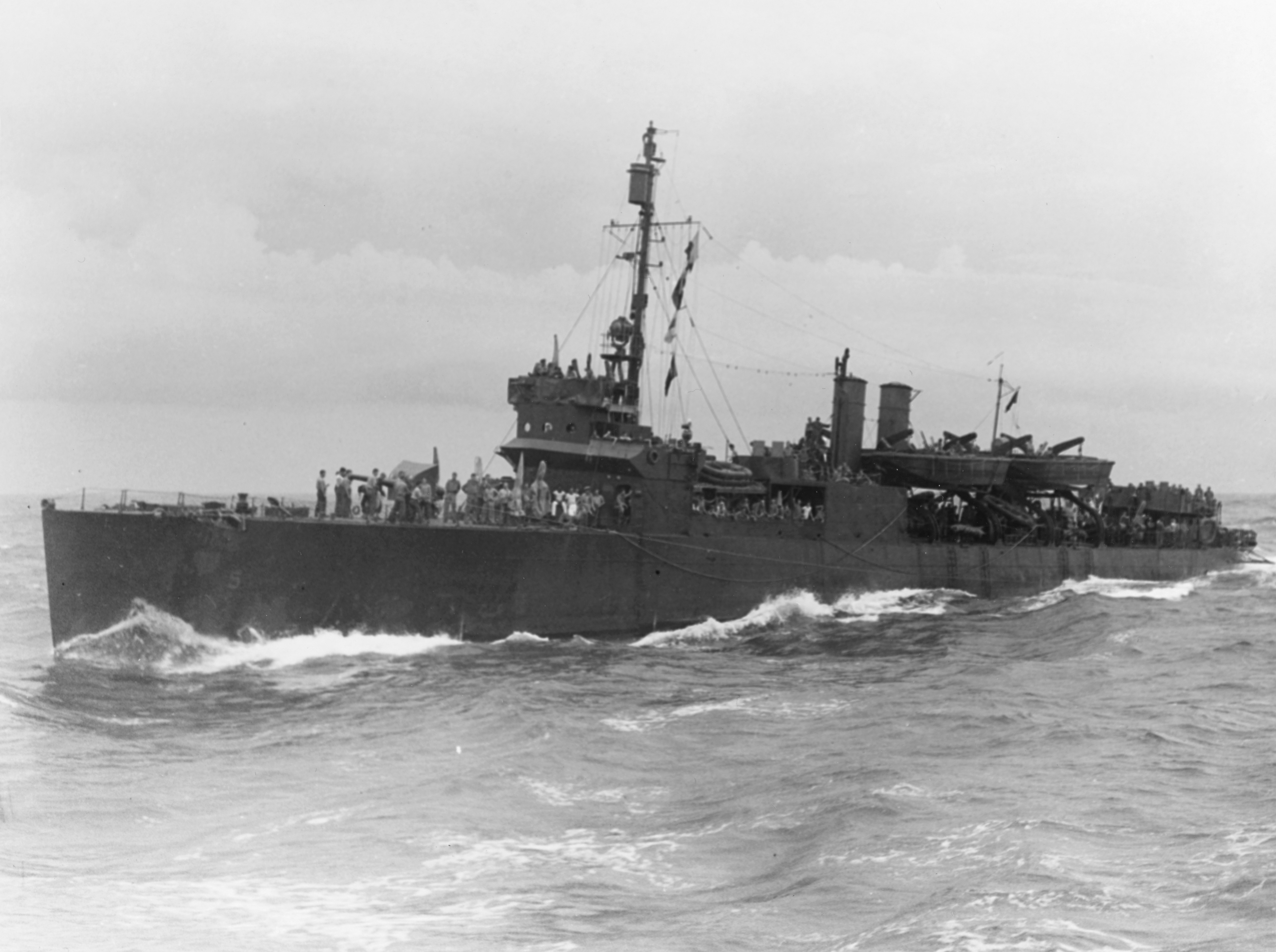
Die McKean auf dem Weg nach Guadalcanal

Kommandant der am 4. November 1940 wieder in Dienst gestellten Little wurde der Lt. Comdr. K. Earl. Im Februar 1941 nahm das umgebaute Schiff erstmals an einem Manöver der Atlantikflotte in der Karibik teil. Anschließend verlegte der Transport-Zerstörer bis zum 9. März 1941 nach San Diego für weitere Übungen mit Landungstruppen. Im späten Sommer verlegte die Little wieder an die Ostküste und kam schließlich kurz vor dem Kriegsausbruch für die Vereinigten Staaten am 1. Dezember 1941 in das Trockendock in Norfolk.

### Einsätze im Zweiten Weltkrieg
Als Flaggschiff der TransDiv 12 verlegte die Little am 14. Februar 1942 nach San Diego zu einer Überholung. Im April verlegte sie wieder nach Pearl Harbor, um das Einsatztraining wieder aufzunehmen. Im Juni war das Schiff kurz bei den Midwayinseln um dann in Ende des Monats nach Neukaledonien zu verlegen für den ab dem 7. Juli beginnenden Salomonen-Feldzug. Durch die am 9. August erlittene Niederlage in der Schlacht vor Savo Island wurde die Versorgung der amerikanischen Truppen auf Guadalcanal gefährdet. Am 15. August brachten dann die Transportzerstörer Colhoun, Gregory, Little und McKean erstmals Nachschub für die amerikanischen Truppen nach Guadalcanal. In den nächsten Tagen waren die Zerstörer meist in Paaren im Einsatz. Als am 29. Little und Colhoun mit einem Transporter weiteren Nachschub anlandeten, versenkten japanische Flugzeuge die Colhoun auf 9° 24′ S, 160° 1′ O, wobei 52 Mann auf dem Zerstörer starben und 18 schwer verwundet wurden.

### Das Ende der USSLittle

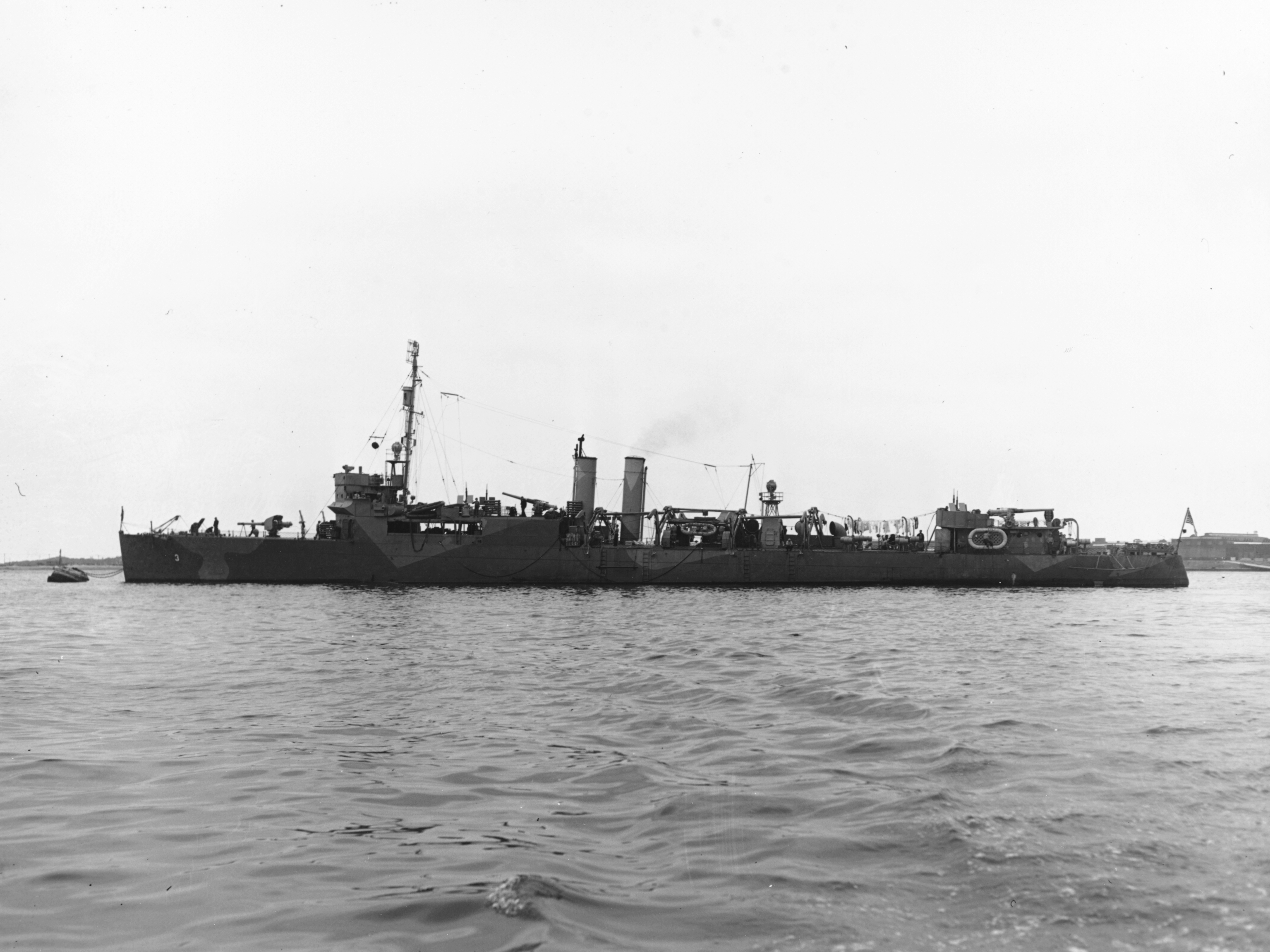
Das Schwesterschiff Gregory 1942

Anfang September verstärkten und versorgten die Japaner ihre Truppen auf Guadalcanal und setzten dazu zwei Seeflugzeugtender, einen Minenleger und zwei Leichte Kreuzer und über 20 Zerstörer ein. Die Amerikaner bekämpften diese Einheiten aus der Luft mit mäßigem Erfolg, nur der Wasserflugzeugtender Akitsushima, der Minenleger Tsugaru und Zerstörer Akikaze wurden leicht beschädigt. Die meist in der Nacht durchgeführten Transporte wurde in der Regel von einer nicht am Transport beteiligten Zerstörerdivision gesichert. Zeitgleich versorgten die verbliebenen Transportzerstörer Little, Gregory und McKean die Marines auf Guadalcanal.
Am 4. September brachten Little und Gregory Marinetruppen nach Savo Island, um zu überprüfen, ob auch dort Japaner gelandet seien. Das Gerücht bestätigte sich nicht und die Truppen wurde nach Guadalcanal zurückgebracht. Die Nacht war ungewöhnlich dunkel und der Befehlshaber der Division entschied sich in der Nähe von Lunga Point zu verbleiben und bei nicht erkennbaren Orientierungspunkten nicht in der Nacht nach Tulagi Harbor zu laufen. Etwa gegen 1.00 Uhr glaubte man an Bord der Little Geschützfeuer zu erkennen und ein feindliches U-Boot nähere sich. Kurz darauf flog eine amerikanische Catalina über den Savo Sund und warf eine Reihe Leuchtbomben ab, um ebenfalls ein vermutetes feindliches U-Boot auszuleuchten. Tatsächlich wurden die beiden Transport-Zerstörer ausgeleuchtet. Die ebenfalls überraschten japanischen Sicherungszerstörer Yūdachi  (1936, 1685 ts, 5 - 12,7 cm), Hatsuyuki und Murakumo (beide der Fubuki-Klasse, 1928, 1750 t, 6 - 12,7 cm) richteten ihre Waffen auf die beiden amerikanischen Schiffe und beschossen Little und Gregory. Obwohl erheblich unterlegen, eröffnete Little das Feuer auf die japanischen Zerstörer, wurde aber sofort getroffen und brannte gegen 1.15 Uhr. Gregory wurde zur gleichen Zeit getroffen. Die Japaner liefen auf die brennenden Schiffe zu, beschossen sie weiterhin und sollen auch auf Schiffbrüchige geschossen haben. Zuerst sank die Gregory gegen 1.40 Uhr und schließlich auch die Little etwa zwei Stunden später. 65 Mann der Little und 22 Mann der Gregory überlebten das Gefecht mit den japanischen Zerstörer nicht.
Trotz des schweren Verlustes brachten das Schwesterschiff McKean und die Manley am 7. September weitere 600 Mann von Tulagi nach Guadalcanal und setzen diese östlich der japanischen Landungszone nahe Cape Taivu ab. Mit der Landung im Rücken der japanischen Truppen wurden deren Vorbereitungen zu einem Angriff am 12. schwer gestört, zumal gleichzeitig die amerikanischen Transporter Bellatrix (1942, 8045 ts) und Fuller (1919, 8000 ts) nahe Lunga Point Nachschub absetzen konnten. Japanische Bomber von Rabaul wurden schon am 8. erfolglos gegen diese Transporter angesetzt. Die japanische 3. Zerstörer-Flottille lief mit dem Kreuzer Sendai und acht Zerstörern aus, konnte aber die Frachter in der Nacht zum 9. nicht finden und beschoss stattdessen Tulagi. Damit gewannen aber die Amerikaner das Heft des Handelns und bestimmten von da an, wann und wo die entscheidenden Aktionen stattfanden.
Nachträglich wurde die Little noch mit den Battle stars: Guadalcanal - Tulagi landings, 7 to 9 August 1942 und Capture and Defense of Guadalcanal, 4 to 5 September 1942 ausgezeichnet.

## Die auch verlorenen Schwesterschiffe
| APD | Name    | Bauwerft        | BNr | Kiellegung         | Stapellauf       | fertig        | a. D.         | APD ab            | Endschicksal                                                       |
| --- | ------- | --------------- | --- | ------------------ | ---------------- | ------------- | ------------- | ----------------- | ------------------------------------------------------------------ |
| 2   | Colhoun | Bethlehem Steel | 280 | 19. September 1917 | 21. Februar 1918 | 13. Juni 1918 | 28. Juni 1922 | 11. Dezember 1940 | 30. August 1942 vor Guadalcanal versenkt, 51 Tote / 88 Überlebende |
| 3   | Gregory | Bethlehem Steel | 277 | 25. August 1917    | 27. Januar 1918  | 1. Juni 1918  | 7. Juli 1922  | 4. November 1940  | 5. September 1942 vor Guadalcanal versenkt, 11 Tote                |

- Die erste Colhoun (Destroyer No. 85) kam nach der Indienststellung zur Atlantic Fleet. Vom 30. Juni bis 14. September 1918 diente der Zerstörer als Sicherung von Konvois zwischen New York und Häfen in Europa. Ab dem 10. November 1918 nahm der Zerstörer von New London aus an Experimenten mit Geräten zur Geräuscherkennung teil. Am 1. Januar 1919 lief der Zerstörer zur Unterstützung der bei Fire Island gestrandete Northern Pacific aus und transportierte von ihr 194 heimkehrende Soldaten nach Hoboken. Der Zerstörer wurde 1919 in der Karibik und an der Ostküste eingesetzt, bis er am 1. Dezember 1919 in der Marinewerft Philadelphia mit reduzierter Besatzung stillgelegt wurde. Die Colhoun wurde dann im Norfolk Navy Yard grundüberholt und zur Reserve nach Charleston (South Carolina) verlegt. Im Sommer verlegte man den Zerstörer nach Philadelphia verlegt, wurde er am 28. Juni 1922 außer Dienst gestellt, wo der Zerstörer bis 1940 verblieb.[7]
- Die erste Gregory (Destroyer No. 82) kam im Juni 1918 den Konvoidienst von New York nach Brest, aber auch zu anderen Häfen der Alliierten in Großbritannien und Frankreich. Am 2. November 1918 wurde der Zerstörer zum Sicherungsgeschwader in Gibraltar verlegt. Neben Sicherungsaufgaben im Atlantik und im Mittelmeer transportierte die Gregory dann auch Passagiere und Versorgungsgüter in der Adria und half bei der Umsetzung der Waffenstillstandsbedingungen mit Österreich-Ungarn. Nach sechs Monaten in dieser Aufgabe erledigte der Zerstörer im östlichen Mittelmeer Versorgungsaufgaben ab dem 28. April 1919. Sie transportierte Post und Vorräte nach Smyrna, Konstantinopel und Batum. Anschließend brachte der Zerstörer den amerikanischen Konsul und etliche britische Offiziere von Tiflis nach Gibraltar. Ohne Passagiere überquerte der Zerstörer dann den Atlantik bis zum 13. Juni 1919 nach New York. Nach einigen Fahrten an der Ostküste kam der Zerstörer in die Reserve in Tompkinsville (New York), dem Brooklyn und später dem Philadelphia Navy Yard. Ab dem 4. Januar 1921 wurde die Gregory aus Charleston, S.C. bis zum 12. April 1922 eingesetzt. Der Einsatz dort endete am 12. April 1922, als die Gregory im Philadelphia Navy Yard überholt wurde und dann am 7. Juli 1922 außer Dienst gestellt und zur Reserve versetzt wurde. Auch dieser Zerstörer kam erst nach Umbau zu einem Transporter 1940 wieder in den Dienst der Flotte.[8]

### Ehrungen
Neben posthumen Auszeichnungen der kommandierenden Offiziere wurden die APD`s auch durch die Benennung neuer Schiffe geehrt:
- die zweite Little (Kennung: DD-803) war ein Zerstörer der Fletcher-Klasse, der am 19. August 1944 in Dienst kam und schon am 3. Mai 1945 nach mehreren Kamikazetreffern vor Okinawa verloren ging;[9]
  - nach dem Kommandanten der ersten Little wurde der Zerstörer Hugh W. Hadley (DD-774) der Allen-M.-Sumner-Klasse benannt, der am 25. November 1944 in Dienst gestellt wurde. Das vor Okinawa schwer beschädigte Schiff wurde zwar in die Vereinigten Staaten zurück geschleppt, konnte aber nicht wieder repariert werden.[10]
- die zweite Gregory (Kennung: DD-802) war ein Zerstörer der Fletcher-Klasse, der am 29. Juli 1944 in Dienst kam;[11]
  - nach dem Kommandanten der ersten Gregory wurde die Harry F. Bauer benannt, ein Minenleger der Robert-H.-Smith-Klasse, der am 22. September 1944 in Dienst gestellt wurde.[12]
- die zweite Colhoun (DD-801) war auch ein Zerstörer der Fletcher-Klasse, der am 8. Juli 1944 in Dienst kam und schon am 6. April 1945 vor Okinawa durch Kamikazetreffer verloren ging.[13]